# Fernando Lalana
Fernando Lalana Josa (24 de febrero de 1958 (67 años) Zaragoza, España) es un escritor español de literatura infantil y juvenil.

## Biografía
Ha tenido como única profesión la de escritor. Estudió derecho y realizó el servicio militar en los Regulares de Melilla, donde ambientó su novela Morirás en Chafarinas. Ha sido galardonado con los principales premios literarios españoles en el ámbito de la Literatura Infantil y Juvenil, incluyendo el Premio Nacional y el Cervantes Chico. Ha publicado más de 150 títulos hasta 2021. Está casado con la doctora en psicología Marta Cebollada y tiene dos hijas: María e Isabel, que no quieren ser  escritoras como su padre.
Una de sus novelas más conocidas, Morirás en Chafarinas fue llevada al cine en 1996, dirigida por Pedro Olea e interpretada por Jorge Sanz, María Barranco y Javier Albalá, entre otros.

## Obras
- El secreto de la arboleda (1982)
- El zulo (1984)
- Hubo una vez otra guerra, en colaboración con Luis A. Puente (1988)
- El viaje de Doble-P- (1988)
- El regreso de Doble-P- (1990)
- La bomba con J.M. Almárcegui (1990)
- Morirás en Chafarinas (1990)
- El truco más difícil (1991)
- Silvia y la máquina Qué con J.M. Almárcegui (1992)
- Edelmiro II y el dragón Gutiérrez (Teatro infantil) (1990)
- Scratch (1992)
- Mi amigo Fernández con J.M. Almárcegui (1990)
- Aurelio tiene un problema gordísimo, en colaboración con José María Almárcegui (1994)
- El enigma N.I.D.O. (1995)
- Morirás en Chafarinas- La película (1995)
- Aquellos años tan felices (Teatro) (1995)
- Un príncipe algo rarito (1996)
- El efecto Faraday con J.M. Almárcegui (1997)
- El paso del estrecho (1997)
- El ángel caído (1998)
- Amsterdam Solitaire (1998)
- Conspiración Chafarinas (1999)
- El sapo Mariano y los cisnes (1999)
- Las hermanastras de cenicienta (1999)
- Politieso y ricitos de oro (1999)b fcgbhv

- El lobo feroz (1999)
- Los novios de la ratita presumida (2000)
- Sinforoso el mentiroso (2000)
- Escrito sobre la piel (2000)
- El fantasma del Rialto (2001)
- La secta del rigor mortis (2003)
- Virgilio o el genio moderno con J.M. Almárcegui (2003)
- Se suspende la función (2004)
- Los hijos del trueno (2004)
- La muerte del cisne (2004)
- Doble o nada (2004)
- Primera plana (2005)
- La maldición del bronce (2005)
- La tuneladora (2006)
- Malvado sacamuelas (2006)
- Oscurísima oscuridad (2006)
- Perpetuum mobile (2006)
- La momia de Leningrado (2006)
- Un megaterio en el cementerio (2007)
- 1808. Los cañones de Zaragoza (2008)
- El hijo del buzo (2008)
- El asunto Galindo (2008)
- El gas del olvido (2010)
- Parque Muerte (2012)
- Mande a su hijo a Marte (2012)
- Andrea y los Seiscientos
- El último Muerto
- El Círculo Hermético, con J.M. Almárcegui (2009)
- Chatarra imperial, con Jose Videgaín (2010)
- Kleiner Circus con J.M. Almárcegui (2012)
- Último deseo, con Jose Videgaín (2013)
- 13 perros (2013)
- La maldad o algo parecido (2015)
- Una bala perdida (2015). ISBN 9788483433744.
- El comando Gorki (2016)
- El genio de la botella de gaseosa (2017).
- Escartin en lima (2018)
- Tú, sucia rata (2019)
- 13 perros y medio (2019)
- Falso directo (2019)
- El muerto al hoyo (2019)
- ¡Buen camino, Jacobo! (2020)
- El cole de Nubidú (2021)
- Cómo robé la manzana más grande del mundo (2022)
- El cañonazo (2022)
- El manuscrito Sancho Panza (2023)
- La muñeca rusa (2023)

Hasta un total de 160 títulos.

## Premios
| Año  | Premio                                           | Obra                       | Notas                                                          |
| ---- | ------------------------------------------------ | -------------------------- | -------------------------------------------------------------- |
| 1984 | Gran Angular de novela                           | El zulo                    | Finalista del Premio Nacional de Literatura Infantil y Juvenil |
| 1988 | Gran Angular de novela                           | Hubo una vez otra guerra   | Colaboración con Luis A. Puente                                |
| 1990 | Premio Lazarillo                                 | La bomba                   | Mención de honor                                               |
| 1991 | Gran Angular de novela                           | Scratch                    |                                                                |
| 1991 | Premio Barco de Vapor                            | Silvia y la máquina qué    |                                                                |
| 1991 | Premio Nacional de Literatura Infantil y Juvenil | Morirás en Chafarinas      | Concedido por el Ministerio de Cultura                         |
| 1993 | Premio de la Feria del Libro de Almería          | El ángel caído             | Concedido por Junta de Andalucía                               |
| 2002 | Premio SGAE de Teatro infantil y juvenil         | Se suspende la función     | Mención de honor                                               |
| 2006 | Premio Jaén de Literatura Infantil y Juvenil     | Perpetuum mobile           |                                                                |
| 2009 | Latino Book Awards                               | El asunto Galindo          | Mejor título de ficción                                        |
| 2010 | XIV Premio Cervantes Chico                       | -                          | Reconocimiento a trayectoria literaria                         |
| 2012 | Premio Edebé infantil                            | Parque Muerte              |                                                                |
| 2019 | Premio Hache                                     | El comando Gorki           |                                                                |
| 2023 | Premio Anaya                                     | El manuscrito Sancho Panza |                                                                |